# Arturo Codignola
Arturo Codignola (Nizza, 16 aprile 1893 – Genova, 6 gennaio 1971) è stato un giornalista italiano.

## Biografia
Fratello minore di Ernesto Codignola, era nato a Nizza nel 1893 da una famiglia italofona che era rimasta nella città dopo il passaggio alla Francia il 14 giugno 1860; si laureò in lettere all'Università di Genova.
Partecipò alla Grande Guerra, riportando ferite che lo resero invalido. Al ritorno dalla prima guerra mondiale, entrò nella sezione genovese dell'Associazione Nazionale Combattenti, divenendo redattore capo, e poi direttore, del periodico I Combattenti: incominciò così la sua carriera giornalistica, cercando di rendersi autonomo dal nazionalismo soprattutto dopo la nascita del fascismo.
Biografo di Mazzini e studioso del Risorgimento, nel 1926 entrò a far parte del Giornale storico e letterario della Liguria e nel 1935 divenne direttore dello stesso.
Nel 1934 assunse anche la direzione dell'Istituto mazziniano che nello stesso anno si spostò nella casa natale di Giuseppe Mazzini in via Lomellini.
Caduto il fascismo il 26 luglio 1943 divenne direttore de Il Secolo XIX, carica che tenne fino all'armistizio l'8 settembre dello stesso anno, quando il giornale venne chiuso dai tedeschi e riaprì solo il 14 dicembre dello stesso anno con il nome di Il Secolo XIX - Il Secolo Nuovo, allineato con regime fascista di Salò fino alla Liberazione.
Ricercato dai tedeschi, si mise in contatto con alcuni partigiani tra cui Mario Zino e poi divenne membro dell'Associazione Mazziniana Italiana: ne divenne poi vicepresidente e scrisse nell'organo dell'associazione, Pensiero Mazziniano.
Nel 1956 lasciò l'Istituto mazziniano; fino al 1963 fu presidente del comitato genovese dell'Istituto per la storia del Risorgimento italiano. Morì a Genova a 77 anni d'età nel 1971.

## Scritti
- Paganini intimo, Genova, Municipio di Genova, 1935